# Edmundoa
Edmundoa ist eine Pflanzengattung aus der Unterfamilie Bromelioideae innerhalb der Familie der Bromeliengewächse (Bromeliaceae). Die nur drei Arten gedeihen in den Regenwaldgebieten Brasiliens.

## Beschreibung

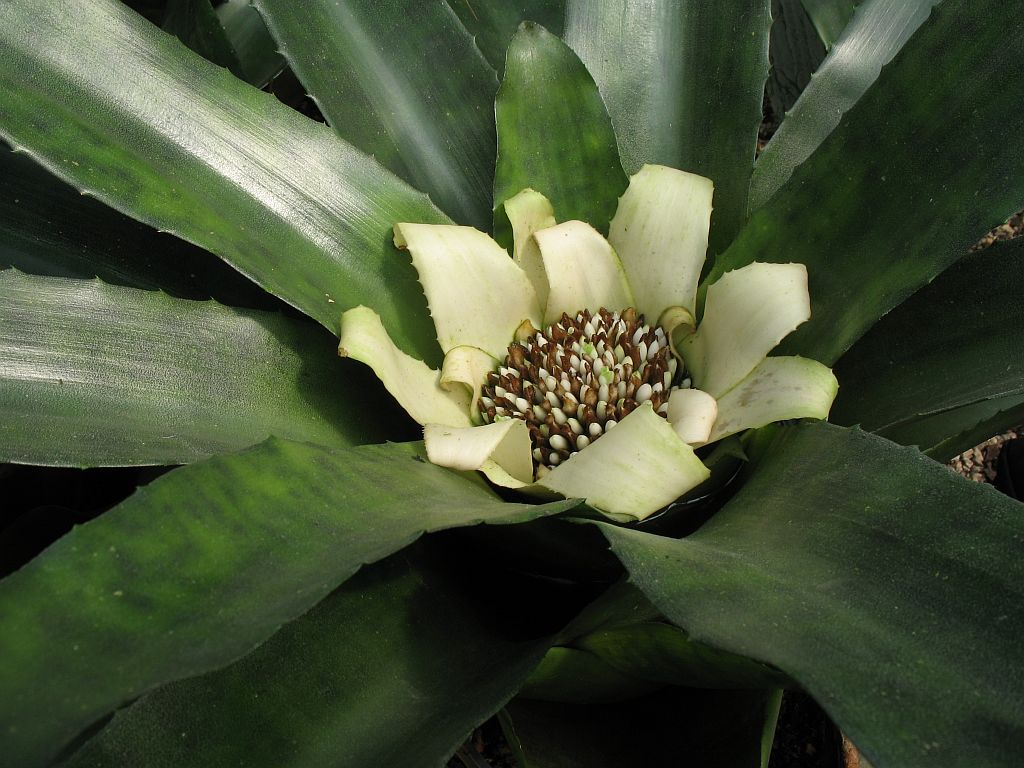
Habitus, Laubblätter und Blütenstand von Edmundoa lindenii var. lindenii

Die Edmundoa-Arten sind epiphytisch lebende, immergrüne, ausdauernde krautige Pflanzen. Sie sehen Neoregelia- und  Nidularium-Arten ähnlich. Derbe Laubblätter sitzen an einer gestauchten Sprossachse und bilden Trichter, in denen Wasser gesammelt wird. Die einfachen, parallelnervigen Laubblätter sind leicht bewehrt.
Die Blütenstände haben oft stark gestauchte Sprossachsen. Meist haben sie dekorativ gefärbte Hochblätter.
Die pentazyklischen (fünf Blütenblattkreise), zwittrigen, radiärsymmetrischen Blüten sind dreizählig. Der Fruchtknoten ist unterständig.
Blütenformel:
{\displaystyle \star \;K_{3}\;C_{3}\;A_{3+3}\;G_{\overline {(3)}}}
Die Früchte sind Beeren.

## Systematik und Verbreitung
Die Gattung Edmundoa wurde von Elton M. C. Leme 1997 aufgestellt. Vorher waren die drei Arten in der Gattung Canistrum E.Morren eingeordnet. Der botanische Gattungsname Edmundoa ehrt den brasilianischen Botaniker Edmundo Pereira (1914–1986).
Die Edmundoa-Arten gedeihen in den Regenwaldgebieten Brasiliens.
Es gibt nur drei Edmundoa-Arten:
- Edmundoa ambigua (Wanderley & Leme) Leme: Sie gedeiht epiphytisch nur im brasilianischen Bundesstaat Rio de Janeiro.[2]
- Edmundoa lindenii (Regel) Leme: Es gibt zwei Varietäten:
  - Edmundoa lindenii (Regel) Leme var. lindenii: Sie gedeiht terrestrisch, an Felsen, oder epiphytisch im unteren Bereich von Baumstämmen in Höhenlagen von etwa 400 Metern in Brasilien.[2]
  - Edmundoa lindenii var. rosea (E.Morren) Leme (Syn.: Canistrum roseum E.Morren, Canistrum fuscum (Baker) E. Morren ex Mez, Canistrum bellarosa F.J.Müll. ex Ule, Canistrum binotii Mez, Canistrum lindenii var. roseum (E.Morren) L.B.Sm.): Sie ist in den brasilianischen Bundesstaaten Rio de Janeiro, Santa Catarina, Paraná sowie Rio Grande do Sul verbreitet.
- Edmundoa perplexa (L.B.Sm.) Leme: Sie gedeiht epiphytisch nur im brasilianischen Bundesstaat São Paulo.[2]